# Marek Sobola

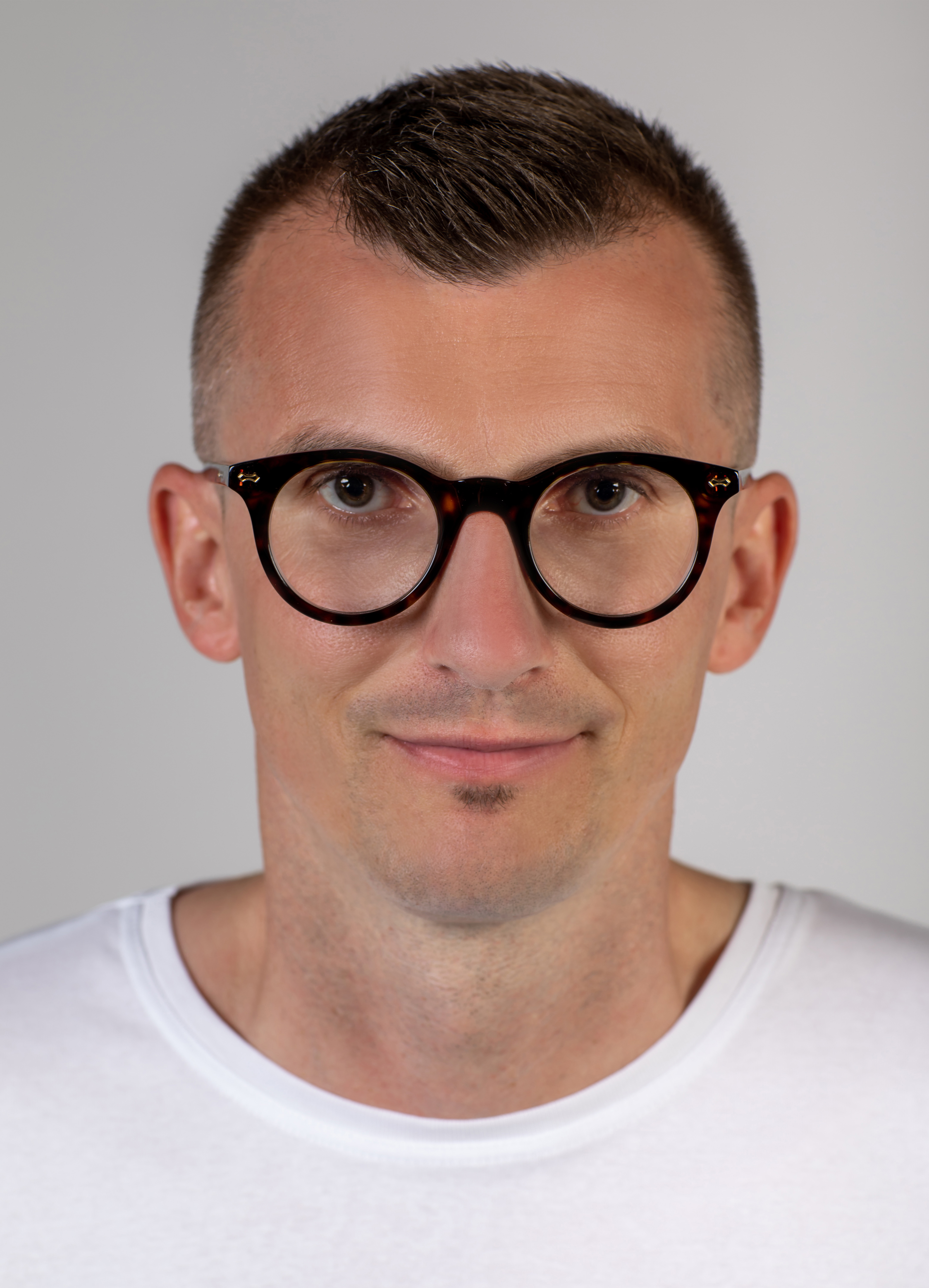
Marek Sobola.

Marek Sobola, född 3 juli 1981, är en slovakisk landskapsarkitekt och heraldisk konstnär.

## Arbete
Marek Sobola grundade det internationella fredsprojektet "Tree of Peace", som genomförs med stöd av det slovakiska utrikesministeriet. Förutom antalet vapen, särskilt för den katolska kyrkan, är han också författare till flera utmärkelser:
- Silverkorset från det Romersk-katolska stiftet Žilina[5][6]
- Tree of Peace Memorial Plaque och Memorial Medal of Tree of Peace
- Förtjänstmedalj för slovakisk diplomati, den högsta utmärkelsen från Slovakiens utrikesministerium[7]

### Carl Gustav Swenssons Minnesmärke i Žilina
Ett monument tillägnat den svenske landskapsarkitekten Carl Gustav Swensson. Det knappt fem meter höga monumentet i Žilina designades av arkitekten Marek Sobola med bergsmassivet utanför staden som förlaga (Súľovské skaly). Betongkonstruktionen är täckt av grön vegetation av samma typ som återfinns i de omgivande omfattande skogarna. Författaren till Swenssons porträtt är skulptören Michal Janiga. En intressant detalj är den tidskapsel som under hösten gjutits in i monumentet med föremål från nutiden och skriftliga budskap till kommande generationer från Sveriges ambassadör i Slovakien och Slovakiens ambassadör i Sverige.

## Ordnar och dekorationer

### Utländska ordnar och dekorationer
Anhalts furstehus Askanien:
- Albrekt Björnens husorden, Förtjänstmedalj (tyska: Verdienst- und Ehrenmedaille des Askanischen Hausordens Albrecht der Bär).[12]

Rumänska kungafamiljen:
- Kunglig medalj för lojalitet (Medalia Regală pentru Loialitate) (2022).[13][14]

Huset Bourbon-Sicilien:
- Brons förtjänstmedalj, Heliga militära konstantinska orden av Saint George (fransk-neapolitansk gren) (2021).[15]

Huset Romanov:
- Kejserliga minnesmedaljen "Till minne av 100-årsminnet av det stora kriget, 1914-1918" (2020).[16]

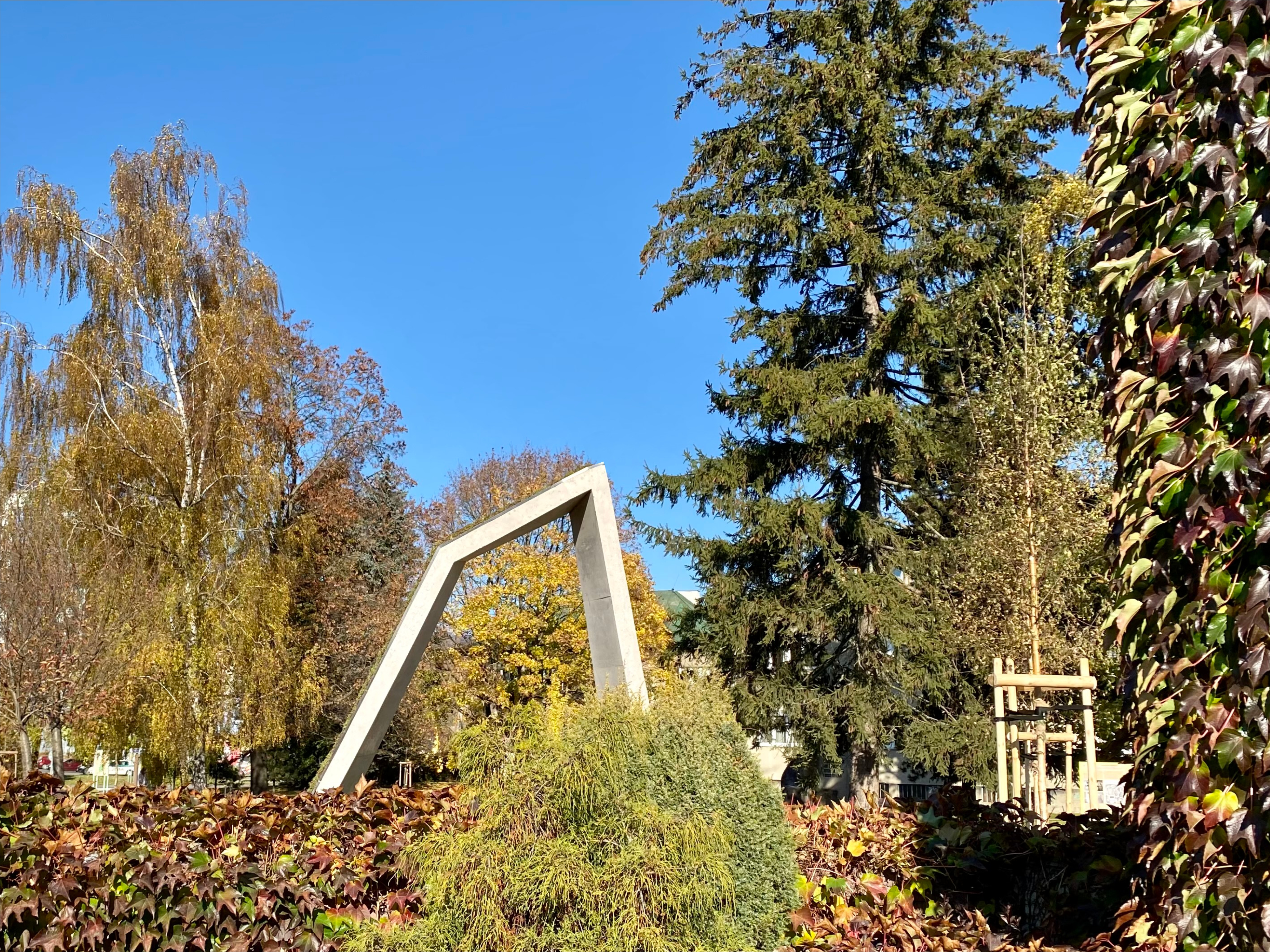
Carl Gustav Swenssons Minnesmärke i Žilina.